# Mega (dịch vụ)
MEGA (gọi tắt của MEGA Encrypted Global Access)) là một dịch vụ lưu trữ đám mây, một ứng dụng lưu trữ tập tin do Mega Limited phát triển. Mega Limited là một công ty có trụ sở tại Auckland, New Zealand. Trang web và ứng dụng được khởi động vào ngày 19 tháng 1 năm 2013, bởi Kim Dotcom, cùng với giám đốc công nghệ và đồng sáng lập Mathias Ortmann, giám đốc marketing Finn Batato, và Bram van der Kolk.
Tất cả các tập tin sẽ được mã hóa cục bộ trước khi chúng được tải lên, 50 GB không gian lưu trữ miễn phí và lên đến 4 TB cho các tài khoản trả phí. Tính đến ngày 12 tháng 8 năm 2017, Mega có hơn 85 triệu người đăng ký tại hơn 245 quốc gia, và hơn 34 tỉ tập tin đã được tải lên.